# Реактор на біжучій хвилі
Реактор на біжучій хвилі (реактор Феоктистова) — теоретична концепція ядерного реактора на швидких нейтронах, що працює на ізотопі урану-238 за рахунок напрацювання з нього плутонію-239. Головна відмінність ідеї від інших концепцій реакторів-розмножувачів полягає в тому, що ланцюгова реакція поділу відбувається не відразу у всій товщі активної зони реактора, а обмежена певною ділянкою, яка з плином часу переміщується всередину цієї зони.

## Історія концепції
Вперше ідея «саморегульованого реактора», відома на заході під назвою концепції «breed-and-burn» виникла в 1958 році в співробітників Курчатовського інституту С. М. Фейнберга і Є. П. Кунегіна. Надалі такі реактори досліджували Майкл Дрісколл (1979), Л. П. Феоктистов, один з творців водневої бомби, який «реанімував» ідею саморегульованого реактора в концепції «біжучої хвилі» в 1988 році, Едвард Теллер, батько американської водневої бомби, Ісікава й Вуд (1995), Хьюго ван Дам (2000). Хіросі Секімото в 2001 році обґрунтував ідею розрахунками та багато разів доповідав про неї на міжнародних семінарах і конференціях.

Схематичний розріз проектного реактора Toshiba 4S

Далі теоретичних досліджень концепція так і не рушила. У 2006 році корпорація Intellectual Ventures створила венчурну компанію TerraPower (в число співвласників компанії входить Білл Гейтс і Натан Мірвольд (англ. Nathan Myhrvold)) для створення промислового зразка реактора на біжучій хвилі. У процесі технологічної розробки знаходяться моделі різної потужності — 300 і 1000 МВт. Компаньйон TerraPower, японська компанія Toshiba має власний проект компактного ядерного реактора Super-Safe, Small and Simple (4S), що здатний пропрацювати 30 років, саме його було обрано за основу при створенні нового типу реактора. Джон Джилеланд сподівається побачити перший лабораторний реактор на біжучий хвилі до 2020 року.

### Проблеми
Компанія TerraPower відмовилась від створення зразка нового типу ядерних реакторів на біжучій хвилі на користь реактора на стоячій хвилі. Компанія зіткнулась з технологічними проблемами надвисоких вигорянь і доз пошкоджень. Виявились також теоретичні протиріччя: проект робив ставку на довгу активну зону, проти чого виступили великі гідравлічні тиски, коротка ж активна зона не давала достатньо високих коефіцієнтів конверсії палива. Видовжена конструкція реактора Toshiba 4S не дозволяла ефективно використовувати потік нейтронів, направлений в усі боки рівномірно. Нова концепція реактора на стоячій хвилі пропонує використання роботів для постійного переміщення касет з паливом з одних зон до інших. Коефіцієнт вигоряння палива в новому типі реактора буде обмежений 30 %.

## Принципи роботи

Принцип роботи реактора на біжучій хвилі

Документація та презентаційні матеріали компанії TerraPower описують реактор на біжучій хвилі як реактор басейнового типу, з охолодженням рідким натрієм. Як ядерне паливо використовується збіднений уран, однак потрібна й невелика кількість збагаченого урану для початку ланцюгової реакції. Деякі швидкі нейтрони, вироблені збагаченим паливом, поглинаються прилеглим шаром збідненого урану, який перетворюється на плутоній в результаті реакції:
{\displaystyle {}_{92}^{238}{\textrm {U}}+{}_{0}^{1}{\textrm {n}}{\xrightarrow {}}_{92}^{239}{\textrm {U}}{\xrightarrow[{23,5\ min}]{\beta ^{-}}}{}_{93}^{239}{\textrm {Np}}{\xrightarrow[{2,3\ days}]{\beta ^{-}}}{}_{94}^{239}{\textrm {Pu}}{\xrightarrow[{2,4\cdot 10^{4}\ years}]{\alpha }}}
Спочатку, активна зона заповнена збідненим ураном. Невелика кількість збагаченого палива розміщується з одного боку зони. У процесі роботи активна зона реактора ділиться на 4 частини, що містять:
- відпрацьоване паливо, плутоній-239 (на анімації позначено чорним);
- збагачене паливо, в якому відбувається утворення нейтронів (на анімації темно-зеленим);
- паливо, що збагачується, в якому відбувається поглинання нейтронів (на анімації світло-зеленим);
- матеріал, який ще не вступав в реакцію, уран-238 (на анімації позначено червоним).

Зона реакції переміщується товщею активної зони з плином часу. Тепловиділення від ядерної реакції перетворюється на електричну енергію за допомогою парових турбін.

## Ядерне паливо
На відміну від реакторів на легкій воді, до яких відносяться всі водяні реактори, реактор на біжучий хвилі може бути завантажений збідненим ураном для безперервної роботи протягом 60 років. На даний час для вироблення електроенергії ядерні реактори використовують збагачений уран, з підвищеним вмістом урану-235, ізотопом, що становить приблизно 0,7 % від природної суміші ізотопів урану. Після відділення урану-235 в процесі збагачення, решта металу містить переважно уран-238, або так званий збіднений уран, який зазвичай зберігаються як радіоактивні відходи поруч із заводами зі збагачення. Реактори на біжучій хвилі економніші, для них не потрібні спеціальні процедури збагачення ядерного палива. Збіднений уран є досить доступною сировиною. Так тільки в США існує понад 700 000 тонн збідненого урану.
Теоретично, як паливо може використовуватися відпрацьоване паливо як звичайних водяних реакторів, так й інших реакторів на біжучий хвилі.

## Роботи в Україні
Американський фізик Едвард Теллер був пов'язаний з харківською школою фізиків-теоретиків Ландау, Курчатова, Ахієзера, Лівшиця. У 1930-х роках він направляв на навчання до Льва Ландау фізика угорського походження, Ласло Тісса, а у 1990-х направив групу з 8 вчених до харківського Інституту теоретичної фізики імені О. І. Ахієзера при Харківському фізико-технічному інституті розробляти атомні реактори нового покоління. У принциповій схемі харківських вчених як пальне використовується суміш (1:1) урану-238 і торію-232 з глибиною вигоряння до 50 %.